# Georg von Meding
Georg von Meding (* 1601; † 1666) war ein Hofbeamter  Friedrich des Dritten und Soldat in der Armee Schleswig-Holsteins.

## Leben
Meding ist der Sohn des Erblandmarschalls Wasmod von Meding und dessen Ehefrau Catharina von Gilten. Außer der protestantischen Erziehung ist über die Kindheit und Jugend Medings recht wenig bekannt.
In den Jahren 1631 bis 1635 lebt Meding am Hofe Herzogs Friedrich III. (Schleswig-Holstein-Gottorf) als Hofjunker. Im darauffolgenden Jahr befehligte Meding als Hauptmann eine gottorfische Kompagnie. 1643 wird er zum Major befördert.
Seit 1638 findet man ihn aber immer wieder als Kammerjunker erwähnt. Als solcher war er einer von drei Marschällen, die am 31. Januar 1661 den Trauerzug bei der Beerdigung Herzog Friedrichs III. begleiteten.
Auf seiner großen norddeutschen Reise nahm Fürst Ludwig I. von Anhalt-Köthen am Hof in Schleswig Georg von Meding zusammen mit dessen Dienstherrn Herzog Friedrich III. von Schleswig-Holstein-Gottorf in die Fruchtbringende Gesellschaft auf. Diese Feierlichkeiten fanden kurz nach dem 3. September 1642 statt.
Der Fürst verlieh Meding den Gesellschaftsnamen der Bedüngete und das Motto mit Heide. Als Emblem wurde ihm Buchweizen (Fagopyrum esculentum) zugedacht. Im Köthener Gesellschaftsbuch findet sich der Eintrag Medings unter der Nr. 391. Dort ist auch das Reimgesetz verzeichnet, welches er anlässlich seiner Aufnahme verfasst hatte:
Mit Heide wird bedüngt Buchweitzen ins gemein,
Und mus sein mist darbey: Drumb ich Bedüngend’ heiße;
Zur frucht bedünget der mit nutzen wol kan sein
Wer auf der tugend weg bedachtsam geht und leise
Sich mit bedüngen lest: Er bleibet auch nicht klein,
Wan er ergreiffet nur die beßest’ art und weise
Zu machen fruchtbar sich in de beruff’ und Ambt
Drin ihme beystehn stets die frommen in gesamt.
Als 1655 der letzte Bruder Georg von Medings starb, fiel ihm der vom Vater vererbte Titel eines braunschweigisch-lüneburgischen Landmarschalls zu.
Im Alter von 65 Jahren starb Georg von Meding 1666.